# Liam Lynch
William Fanaghan Lynch (em irlandês:  Liam Ó Loingsigh; 9 de novembro de 1893 – 10 de abril de 1923) foi um oficial do Exército Republicano Irlandês (IRA) durante a guerra pela independência da Irlanda e serviu como general comandante da facção anti-tratado do IRA durante a guerra civil do país.
Durante o conflito por independência contra as forças britânicas entre 1919 e 1921, ele se destacou como líder militar no sul do país, organizando ataques e coordenando operações na região de Munster. Após a assinatura do Tratado Anglo-Irlandês em 1921, que criou o Estado Livre Irlandês, Lynch rejeitou o acordo, pois acreditava que a Irlanda deveria ser completamente independente e não apenas um Estado autônomo dentro do Império Britânico. Com o início da Guerra Civil Irlandesa em 1922, se tornou Chefe do Estado-Maior da fação anti-tratado do IRA, liderando a resistência contra o novo governo.
Sua luta, no entanto, chegou ao fim em 10 de abril de 1923, quando foi interceptado e baleado pelas tropas do Estado Livre nas montanhas Knockmealdown, na área de Clonmel. Sua morte foi um golpe decisivo para os republicanos e poucas semanas depois, a guerra civil chegou ao fim. Até hoje, Liam Lynch é lembrado como um símbolo da resistência republicana e da luta pela independência total da Irlanda.